# つがる総合病院
つがる総合病院（つがるそうごうびょういん、英語: Tsugaru General Hospital）は、青森県五所川原市に設置された医療機関。

## 概要
西北五圏域の自治体病院機能再編成により誕生した中核病院である。
発足に当たっては、「大きい病院へ行った方が安心」との考えで市民が当院へ集中することを回避し、サテライト機関や民間病院との連携を図るため、「西北五地域医療ネットワーク協議会」を設立し、当院の診療情報が民間病院でもインターネットを通じて共有可能なシステムを構築した。

## 沿革
自治体病院の機能再編・ネットワーク化を図ると定めた、地域医療再生計画の中核病院として本病院の設置が決定。
- 2001年（平成13年）3月　西北五圏域からの要望により、青森県主導による自治体病院機能再編成計画の策定に着手
- 2002年（平成14年）12月　青森県による「西北五地域保健医療圏自治体病院機能再編成計画[4]」が決定
- 2003年（平成15年）4月　機能再編推進体制の整備の為「つがる西北五広域連合」に専任職員を配置。
- 2004年（平成16年）3月　県が決定した計画に肉付けした、基本計画報告書を広域連合が作成。
- 2005年（平成17年）4月　推進委員会の発足。
- 2006年（平成18年）2月　これまでの検討経緯を踏まえ「自治体病院機能再編成マスタープラン[注釈 2]」を作成
- 2006年（平成16年）11月　中核病院の建設予定地が五所川原市漆川工業団地に決定[1][注釈 3]。
- 2008年（平成20年）9月　中核病院の建設予定地を、五所川原市役所隣接地に変更[1]。
- 2011年（平成23年）
  - 2月　地域中核病院の名称が「つがる総合病院」に決定。
  - 9月　「つがる総合病院」 建設開始。
- 2013年（平成25年）
  - 11月　「西北五地域医療ネットワーク協議会」を設立[3]。
  - 12月　「つがる総合病院」 竣工。
- 2014年（平成26年）4月1日　「つがる総合病院」開院[1]。

## 概要
- 病院長
- 病床数 一般病床390床、精神病床44床、感染症病床4床、合計438床
- 建物
  - 病院本棟 地上10階
    - 10階：機械・電気室
    - 5～9階：病室
    - 4階：手術部・リハビリテーション部・医局
    - 3階：供給・管理部門
    - 2階：外来部門・売店・レストラン
    - 1階：玄関・救急外来・検査部門

  - 駐車場棟 地上6階
    - 病院本棟とは、2階渡り廊下にて接続

## 診療科
- 内科
  - 消化器内科
  - 血液内科
  - 膠原病内科
  - 循環器内科
  - 呼吸器内科
  - 腎臓内科
  - 内分泌内科
  - 糖尿病
  - 代謝内科
  - 神経内科
- 外科
  - 呼吸器外科
  - 心臓血管外科
  - 消化器外科
  - 乳腺外科
  - 甲状腺外科
  - 小児外科
- 小児科
- 精神科
- 整形外科
- リウマチ科
- 脳神経外科
- 産科婦人科
- 眼科
- 耳鼻咽喉科
- 皮膚科
- 泌尿器科
- 形成外科
- 放射線科
- 麻酔科
- 歯科口腔外科
- 検診センター

## 医療機関の指定等
- 保険医療機関
- 第二次救急医療機関
- 救急告示病院
- 青森県災害拠点病院[5]
- 青森DMAT指定病院
- 身体障害者福祉法指定医配置医療機関
- 精神保健指定病院
- 精神保健指定医配置医療機関
- 医療観察法指定通院医療機関
- 結核予防法指定医療機関
- 地域型認知症疾患医療センター

## 教育指定等
- 厚生労働省臨床研修指定病院（基幹型・協力型）
- 日本消化器がん検診学会認定指導施設
- 日本消化器内視鏡学会指導施設
- 日本消化器病学会関連施設
- 日本循環器学会専門医研修施設
- 日本内科学会認定教育関連病院
- 日本高血圧学会専門医認定施設
- 日本外科学会外科専門医制度修練施設
- 日本消化器外科学会専門医修練施設
- 日本麻酔科学会認定病院
- 日本整形外科学会専門医制度研修施設
- 日本精神神経学会精神科専門医制度研修施設
- 日本産科婦人科学会専門医制度専攻医指導施設
- 日本周産期・新生児医学会周産期専門医制度補完研修施設
- 日本眼科学会専門医制度研修施設
- 日本リウマチ学会教育施設
- 日本泌尿器科学会専門医教育施設

## 施設基準
- 一般病棟入院基本料7対1
- 精神病棟入院基本料13対1
- 臨床研修病院入院診療加算
- 救急医療管理加算
- 妊産婦緊急搬送入院加算
- 診療録管理体制加算
- 医師事務作業補助体制加算15対1
- 急性期看護補助体制加算25対1（看護補助者5割未満）
- 看護補助加算2
- 重症者等療養環境特別加算
- 精神科身体合併症管理加算
- 医療安全対策加算1
- 感染防止対策加算1・地域連携加算
- 患者サポート体制充実加算
- 褥瘡ハイリスク患者ケア加算
- ハイリスク妊娠管理加算
- ハイリスク分娩管理加算
- 退院調整加算
- 救急搬送患者地域連携受入加算
- データ提出加算

## 特掲診療の施設基準等に係る届出
- がん性疼痛緩和指導管理料
- 地域連携夜間・休日診療料
- 院内トリアージ実施料
- 夜間休日救急搬送医学管理料
- 外来リハビリテーション診療料
- ハイリスク妊産婦共同管理料 (I)
- がん治療連携指導料
- 薬剤管理指導料
- 医療機器安全管理料1
- 造血器腫瘍遺伝子検査
- HPV核酸検出
- 検体検査管理加算 (II)
- ロービジョン検査判断料
- CT撮影及びMRI撮影
- 抗悪性腫瘍剤処方管理加算
- 外来化学療法加算1
- 無菌製剤処理料
- 脳血管疾患等リハビリテーション料 (I)
- 運動器リハビリテーション料 (I)
- 医療保護入院等診療料
- 乳がんセンチネルリンパ節加算2
- ペースメーカー移植術及びペースメーカー交換術
- 大動脈バルーンパンピング法（IABP法）
- 医科点数表第2章第10部手術の通則5及び6（歯科点数表第2章第9部の通則4を含む）に掲げる手術
- 輸血管理料II
- 輸血適正使用加算
- 人工肛門・人工膀胱造設術前処置加算
- 麻酔管理料 (I)

## 入院時食事療養等に係る届出
- 入院時食事療養 (I)

## 周辺の施設
- 国土交通省五所川原出張所
- ごしょつがる農業協同組合五所川原支店
- 尚、当院開院に伴い、周辺には調剤薬局も開院した。

## 交通アクセス
- JR五能線五所川原駅・津軽鉄道津軽五所川原駅から、徒歩約10分。
- 弘南バス
  - 「つがる総合病院前」停留所下車。
    - 停車路線は、一般路線バス[注釈 4]と商店街循環バスの「五所川原駅 - ELM線」と「ELM - 若葉環状線」（東廻り）。

  - 「本町」停留所下車後、徒歩約5分。
    - 停車路線は、商店街循環バスの「ELM - 若葉環状線」（西廻り）。

  - 「寺町」停留所下車後、徒歩約4分。
    - 停車路線は、「広田団地→木造高校線」と「豊川線」及び左記路線を除く、西津軽・市浦・小泊方面からの五所川原営業所行。